# Елізабет Блеквел (ілюстратор)
Елізабет Блеквел (до шлюбу Cімпсон (Simpson), 1699, Лондон — 1758, Лондон), шотландська художниця, ботанічна ілюстраторка, авторка книги «A Curious Herbal» (Цікаві Трави), виданої у 1737-39 та присвяченої дивним і рідкісним рослинам Нового Світу, створювалась як довідник з лікарських рослин для лікарів та фармацептів. Ця робота відзначена Британською Бібліотекою як «класика ілюстрацій з ботаніки» і є частково доступна для перегляду онлайн.

## Біографія

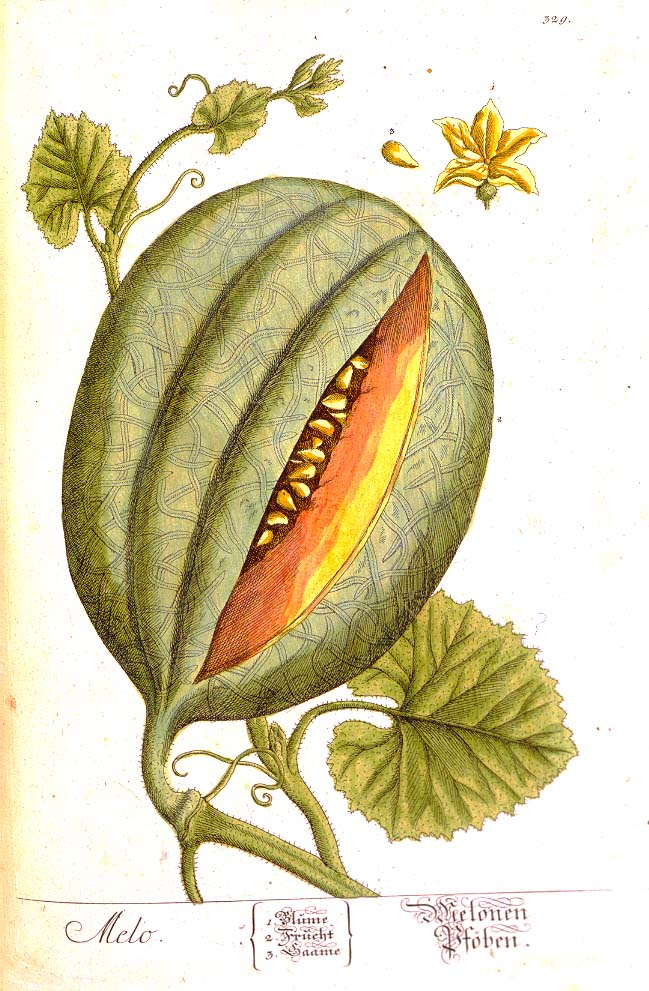
Ілюстрація з Herbarium Blackwellianum

Елізабет Cімпсон народилася в місті Лондон у родині заможного купця й здобула художню освіту. Таємно одружилася з кузеном Александром Блеквелом (1709–47), шотландським лікарем і економістом. Спочатку жила в Абердині, де чоловік мав медичну практику. Однак, хоч його освіта була ґрунтовною, його медичну кваліфікацію піддали сумніву, і подружжю довелось хутко перебиратися до Лондона, побоюючись звинувачень у нелегальній практиці.

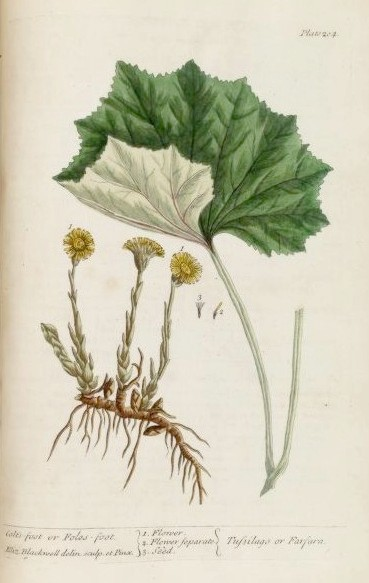
Ілюстрація з A Curious Herbal

У Лондоні чоловік певний час співпрацював із видавничою фірмою, а коли набрався досвіду, заснував власне видавництво і магазин, однак справи пішли кепсько. Александер не був членом жодної гільдії, тому ображені видавці звинуватили його в порушенні суворих правил видавничої справи, він був вимушений закрити магазин, щоб заплатити високі штрафи. Але цього було недостатньо, і він потрапив до в'язниці.

### Ілюстраторка
Родина тонула в боргах, чоловік був у в'язниці, Елізабет сама вела побут, доглядаючи дитину. Вона дізналася, що потрібен опис та ілюстрації рослин Нового Світу, та вирішила проілюструвати книгу, а Александер, маючи медичну освіту, напише до рослин опис. За ботанічною допомогою звернулась до Ісаака Ранда, завідувача Аптеркаського саду Челсі, де вирощувалось багато рослин Нового Світу, і за його пропозицією переїхала ближче, аби щодня малювати рослини з натури. Крім малюнків, Блеквел виготовила близько 500 мідних пластин для кольорових гравюр.
Перша публікація книги була дуже успішною. На гроші з продажу Блеквел звільнила чоловіка з в'язниці. Але за певний час він знову взяв участь у невдалих проєктах і нажив боргів. Після чого покинув родину і переселився до Швеції. Унаслідок спроби виступити послом Великої Британії за звинуваченням у змові засуджений до страти через відсікання голови. Блеквел прибула до Швеції, щоб побачитися з чоловіком.
Про останні роки її життя відомо мало. Похована 27 жовтня 1758 року  на кладовищі Челсі.

## Публікації
- A curious herbal: containing five hundred cuts, of the most useful plants, which are now used in the practice of physick engraved on folio copper plates, after drawings taken from the life / by Elizabeth Blackwell. To which is added a short description of ye plants and their common uses in physick. (London, 1737—1739)